# Quadricalcarifera picteti
Quadricalcarifera picteti är en fjärilsart som beskrevs av Charles Oberthür 1911. Quadricalcarifera picteti ingår i släktet Quadricalcarifera och familjen tandspinnare. Inga underarter finns listade.